# Кушулга
Кушулга — река в России, протекает по территории Матвеевского и Абдулинского районов Оренбургской области.

## География и гидрология
Устье реки находится в 16 км от устья Тирис. Длина реки составляет 13 км, площадь водосборного бассейна 31,8 км². Река протекает в урочище Разбитая Гора. На реке расположены населённые пункты Радовка и Новоякупово. В районе Новоякупова под мостом пересекает автодорогу и железнодорожное полотно.

## Данные водного реестра
По данным государственного водного реестра России относится к Камскому бассейновому округу, водохозяйственный участок реки — Ик от истока и до устья, речной подбассейн реки — бассейны притоков Камы до впадения Белой. Речной бассейн реки — Кама.
Код объекта в государственном водном реестре — 10010101312111100027766.